# Осада Лилибея (276 до н. э.)
Осада Лилибея (276 год до н. э.) — осада эпирско-сиракузскими войсками карфагенского города Лилибей на Сицилии в ходе Пирровой войны.
К 276 году до н. э. эпирскому царю Пирру удалось отвоевать у карфагенян почти всю Сицилию, за исключением города Лилибей. Карфагеняне основательно приготовились к обороне города, сделав город практически неприступным. Они предложили Пирру мир на условии сохранения существующего положения, однако под влиянием сицилийских греков Пирр отказал карфагенским послам и приступил к осаде Лилибея. У карфагенян были метательные машины, и они нанесли большой урон войскам Пирра. Эпирский царь надеялся взять город с помощью осадных орудий, но карфагеняне отчаянно сопротивлялись. После двухмесячной осады он решил отступить с тем, чтобы попробовать нанести Карфагену удар в сердце его владений — в Африке, однако его италийские союзники попросили о помощи.